# Szeroki Żleb (Dolina Miętusia)
Szeroki Żleb – orograficznie lewa odnoga Doliny Miętusiej w polskich Tatrach Zachodnich. Jest to wąska dolinka wcinająca się w północne stoki Upłaziańskiej Kopki (1460 m). Ma wylot na wysokości 1015 m n.p.m., mniej więcej na wprost wylotu Gronikowskiego Żlebu. Początkowo biegnie w południowo-wschodnim kierunku, potem zakręca w kierunku południowym i dochodzi do wysokości ok. 1350 m. Jest całkowicie zalesiona. U jej wylotu wypływają źródła zasilające Miętusi Potok, powyżej nich dnem dolinki woda płynie tylko okresowo.
Szerokim Żlebem nie prowadzi żaden szlak turystyczny, jedynie czarny szlak (Ścieżka nad Reglami) przechodzi tuż nad jego wylotem. Dawniej Szerokim Żlebem prowadziła ścieżka, obecnie wyraźna tylko w dolnej części, górą już całkowicie zanikła. Jeszcze niedawno Szeroki Żleb był dla narciarzy najpraktyczniejszym sposobem zjechania z Ciemniaka do Doliny Kościeliskiej, obecnie jeszcze jest to możliwe, jednak las coraz bardziej zarasta dno dolinki. Władysław Cywiński w swoim szczegółowym przewodniku Tatry pisze, że oba żleby (Szeroki i Krowi Żleb) „są odwiedzane tylko przez legalnych i nielegalnych zbieraczy runa leśnego”.
W Tatrach jest wiele żlebów i dolin o nazwie Szeroki Żleb.